# Plaza Manuel Tolsá

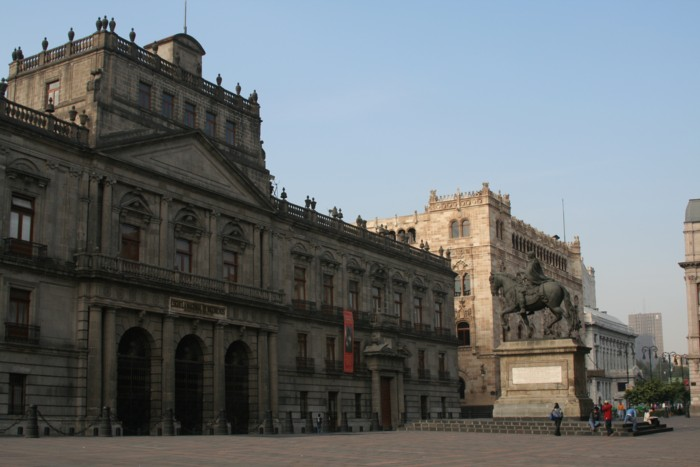
Plaza Manuel Tolsá med statyn El Caballito.

Plaza Manuel Tolsá är ett rektangulärt torg vid Calle de Tacuba i Mexico Citys historiska centrum. Torget omges av Palacio de Minería, Palacio de la Secretaría de Comunicaciones y Obras Públicas och Palacio Postal. Mitt på torget står en ryttarstaty av brons El Caballito utförd av den spanske arkitekten och skulptören Manuel Tolsá. Torget har blivit uppkallat efter honom. Statyn flyttades hit år 1979 efter att tidigare ha stått på Paseo de la Reforma.